# Rasa Žukauskaitė
Rasa Zukauskaite (Kėdainiai, 25 febbraio 1991) è una modella lituana.

## Carriera
Rasa Zukauskaite debutta nel mondo della moda nel 2009, tramite un contratto con l'agenzia di moda NEXT Model Management, grazie al quale a settembre debutta sulle passerelle milanesi di Prada, Alberta Ferretti, Missoni e Moschino, a cui il mese immediatamente successivo si uniscono anche Balenciaga, Louis Vuitton e Miu Miu. Nel 2010 viene scelta come protagonista della campagna pubblicitaria di Prada, fotografata da Steven Meisel e compare su W, fotografata da Craig McDean, e su Numéro. Ha inoltre lavorato con Salvatore Ferragamo, Burberry, Christopher Kane, D&G, DKNY, Jonathan Saunders, Sportmax e Versace.

## Agenzie
- NEXT Model Management - Parigi, Londra, New York, Los Angeles, Milano
- UNO - Barcellona